# Tracy Dahl
Tracy Dahl (* 13. November 1961 in Winnipeg/Manitoba) ist eine kanadische Sängerin (Koloratursopran).

## Leben
Dahl sang in ihrer Kindheit im Winnipeg Girls Choir, nahm erfolgreich am Winnipeg Music Festival teil und trat als Kinderdarstellerin im Fernsehprogramm der CBC auf. Sie studierte von 1979 bis 1981 Musiktheater an der Banff School of Fine Arts und debütierte 1982 als Opernsängerin in der Rolle der Barbarina in einer Produktion der Manitoba Opera Association von Mozarts Le nozze di Figaro. 1983 nahm sie am Opernprogramm der Banff School teil, und 1984 setzte sie ihre Ausbildung an deren School of Singing bei Mary Morrison fort. 1985 graduierte sie im Merola Opera Program der San Francisco Opera.
Bereits zu Beginn ihrer Laufbahn erhielt sie große Rollen. In der Carnegie Hall trat sie 1986 in der Uraufführung von David Del Tredicis Child Alice auf, und im Folgejahr sang sie an der Seite von Placido Domingo an der San Francisco Opera die Olympia in Offenbachs Hoffmanns Erzählungen und in Aix-en-Provence die Blonde in Mozarts Die Entführung aus dem Serail. An der Metropolitan Opera debütierte sie 1991 als Adele in Johann Strauss’ Die Fledermaus, trat im gleichen Jahr bei der Uraufführung und erneut 1995 in John Coriglianos Ghosts of Versailles auf und spielte zweimal die Zerbinetta in Richard Strauss’ Ariadne auf Naxos, einmal neben Jessye Norman und einmal neben Teresa Stratas.
In den folgenden Jahren trat Dahl an den großen Opernhäusern Nordamerikas auf. 2004 kehrte sie mit einem Auftritt in Lehárs Die lustige Witwe an die Metropolitan Opera zurück. Als Olympia trat sie am Théâtre du Châtelet in Paris auf. Die Zerbinetta sang sie an der Hamburgischen Staatsoper und debütierte in dieser Rolle am Teatro alla Scala. Mehrfach spielte sie die Rolle der Madame Mao in John Adams’ Oper Nixon in China, unter anderem als Teil der Kulturolympiade bei den Olympischen Winterspielen 2010 in Vancouver.
Für ihre Darstellung der Gilda in Verdis Rigoletto erhielt Dahl 2008 den Betty Mitchell Award und 2009 den Opera Canada Award. An der Oper in St. Louis sang sie 2010 die Violet Beauregard in der Uraufführung von Peter Ashs The Golden Ticket. Nach einer Unterbrechung ihrer Laufbahn wegen einer Brustkrebserkrankung trat sie 2011 u. a. in Australien auf. 2012 sang sie Lieder von George Gershwin und Leonard Bernstein mit dem New York Philharmonic unter Leitung von Bramwell Tovey und sang in St. Louis die Rolle der Cheshire Cat in der nordamerikanischen Erstaufführung von Unsuk Chins Alice in Wonderland.
2014 trat sie mit dem Vancouver Symphony Orchestra und dem Vancouver Bach Choir in Carl Orffs Carmina Burana auf. Im Folgejahr sang sie in einer Aufführung mit dem Winnipeg Philharmonic Choir die Sopranpartie in Brahms’ Deutschem Requiem. 2017 wurde sie als Member dea Order of Canada ausgezeichnet.